# Anigraea albibasis
Anigraea albibasis là một loài bướm đêm trong họ Noctuidae.